# Hilando Cielos
Hilando Cielos fue un grupo de jazz fusión, fundado en Granada (España) por la pianista y teclista argentina Graciela Jiménez, y que permaneció activo entre 1992 y 2003.

## Historial
Graciela Jiménez, nació en Córdoba (Argentina), donde actuó con la Orquesta Sinfónica de Córdoba y el grupo de fusión Proyección Sur. Tras su llegada a Granada, crea el grupo "Hilando Cielos" en 1992, junto a su entonces marido, el baterista Miguel Zulaica. El grupo lo completaban el saxofonista londinense Tom Hornsby y el contrabajista granadino Guillermo Morente.
Su primer disco, Hablo del Sur (Big Bang , 1993), obtuvo buenas críticas, aunque escasas ventas. El disco se grabó con la colaboración del guitarrista Manolo Moreno. En algunos medios, se comparó su sonido con el del grupo madrileño de los 70, Dolores, del saxofonista Jorge Pardo, aunque también con la música de Lito Vitale.
Aunque actuaban con asiduidad en los circuitos de clubs, no volverían a editar disco hasta el año 2000, en que aparece Garuando, en el sello catalán Satchmo. En alguno de los temas, colaboraron el bandoneonista argentino Néstor Marconi y el saxofonista cubano, Nardy Castellini. Graciela compatibilizó el liderazgo de su grupo, con la labor de pianista en la Big Band de Granada, durante cinco años.

## Estilo
Utilizando el jazz como lenguaje compartido entre todos sus miembros, Hilando Cielos realizó un trabajo de encomiable coherencia formal, con huellas profundas del folclore argentino, gran riqueza melódica en los temas y sensibilidad e imaginación en los arreglos.

## Discografía
- Hablo del Sur (Big Bang, 1993)
- Garuando  (Satchmo, 2000)